# 第59届大钟奖电影节
第59届大钟奖电影节（韓語：제59회 대종상영화제，亦称第59届大钟奖）为2023年11月15日在韩国京畿道水原市举行的韩国电影颁奖礼，本届颁奖礼以2022年10月1日至2023年9月30日在韩国国内上映的所有作品（包括电影与系列节目）为评审对象。主持人由車仁杓与張度練担任。
2023年10月20日率先公布最优秀作品奖的入围名单，10月24日公布所有26个奖项的入围名单，其中金知雲执导的电影《蜘蛛网》共提名14个奖项为本届颁奖礼获得最多提名的作品，其次为柳承完执导的《神鬼海底撈》提名12项。
《混凝土乌托邦》获得最优秀作品、最佳男主角、最佳女配角等6个奖项，为该届颁奖礼的大赢家。《韩国日报》认为该届颁奖礼的出席率令人遗憾，包括获得最佳男主角的李炳宪和崔岷植、获得最佳导演的柳承完在内的众多获奖者与入围者均未出席。

## 评审团
大钟奖组委会于2023年9月底公布由9人组成的预审评审团，他们是电影导演俞永植、评论家徐谷淑（서곡숙）、评论家梁庆美（양경미）、专栏作家金亨锡（김형석）、文化记者金智秀（김지수）、《文化日報》次长安镇勇（안진용）、OhmyNews电影记者成夏勋（성하훈）、富川國際奇幻電影節排片人牟恩英（모은영）以及全州國際電影節排片人文石（문석），预审评审团将以2022年10月1日至2023年9月30日在韩国国内上映的所有电影作品（包括系列节目）为对象，决定入围名单。
为体现客观、公正的评审过程，此次颁奖礼公开招募100名观众构成国民评审团参与评审，国民评审团将参与最佳男女主角、最佳男女配角、最佳男女新人演员、最优秀作品及2023年新设奖项「大钟关注的视线奖」等8个奖项的评审，占比20%。
由9人组成的本审评审团于2023年10月中旬公布，他们是电影评论家郑圣一、小说家金洪信、电影制片人元东延（원동연）、中央大学教授赵惠贞、《82年生的金智英》导演金度英、韓國藝術綜合學校教授朴鐘元、女性电影人团体代表金善雅（김선아）、京畿大學教授姜庆镐（강경호）、戏剧导演协会（연극연출가협회）副会长成俊贤（성준현），本审评审团将选出此次颁奖礼的最终获奖作品和获奖者。

## 评审标准
本届颁奖礼将综合本审评审团和100人组成的国民评审团的评审分数，决定最终获奖作品和获奖者。

## 提名与获奖名单
| 电影部门 作品奖 获奖：《 混凝土乌托邦 》 《 蜘蛛网 》 《 神鬼海底撈 》 《 夜枭 》 《 鬼夢遊 》 《 下一个素熙 》 男主角獎 获奖： 李炳憲 《混凝土乌托邦》 宋康昊 《蜘蛛网》 柳俊烈 《夜枭》 任時完 《 1947波士顿 》 都敬秀 《 逃出寧靜海 》 女主角獎 获奖： 金瑞亨 《 塑料大棚  》 廉晶雅 《神鬼海底撈》 鄭有美 《鬼夢遊》 裴斗娜 《下一个素熙》 杨末福《 两位穿着同样内衣的女子  》 金善映 《 梦幻宫殿  》 男配角獎 获奖： 吳正世 《蜘蛛网》 金钟洙 《神鬼海底撈》 高圭弼 《 犯罪都市3 》 朴正民 《神鬼海底撈》 姜其永 《 火線交涉 》 女配角獎 获奖： 金善映 《混凝土乌托邦》 羅文姬 《 英雄 》 高旻示 《神鬼海底撈》 鄭秀晶 《蜘蛛网》 全余贇 《蜘蛛网》 新人男演员獎 获奖： 金宣虎 《 貴公子 》 李新英 《 魯蛇大翻身  》 金聖喆 《夜枭》 邊佑錫 《 灵魂伴侣 》 朴成焄 《 地狱万岁  》 新人女演员獎 获奖： 金施恩 《下一个素熙》 安恩真 《夜枭》 林知好《两位穿着同样内衣的女子》 吳宇里 《地狱万岁》 文胜雅  《 秘密之丘  》 导演獎 获奖： 柳承完 《神鬼海底撈》 姜帝圭 《1947波士顿》 严泰华  《混凝土乌托邦》 林顺礼  《火線交涉》 金知雲 《蜘蛛网》 丁朱里  《下一个素熙》 新人导演獎 获奖： 安兑镇  《夜枭》 李率熙《塑料大棚》 金世仁《两位穿着同样内衣的女子》 柳在善《鬼夢遊》 李智恩《秘密之丘》 贾成文《梦幻宫殿》 剧本獎 获奖：玄圭真、安兑镇《夜枭》 李信智、严泰华《混凝土乌托邦》 申渊植  《蜘蛛网》 柳在善《鬼夢遊》 丁朱里《下一个素熙》 金世仁《两位穿着同样内衣的女子》 纪录片獎 获奖：《 汤与意识形态  》 《水花的传说》（ ） 《 》（ ） 《小小花园》（ ） 《才艺展示》（ ） 摄影獎 获奖：崔英焕《神鬼海底撈》 金太京《夜枭》 金英浩《逃出寧靜海》 赵炯来《混凝土乌托邦》 金泰成《 非正式作戰 》 金志龙《蜘蛛网》 音乐獎 获奖： Dalpalan  《 幽灵 》 张基河  《神鬼海底撈》 黄尚俊《英雄》 金海元《混凝土乌托邦》 Mowg  《蜘蛛网》 张赫进、张勇进《鬼夢遊》 剪辑獎 获奖：金鲜珉《夜枭》 李康熙《神鬼海底撈》 杨劲莫  《蜘蛛网》 韩美妍《混凝土乌托邦》 金昌柱  《非正式作战》 李宣民《英雄》 视觉效果獎 获奖：殷在贤 VFX《混凝土乌托邦》 陈宗铉 VFX《逃出寧靜海》 卢南石 特技《非正式作战》 黄珍慧、金汉俊 VFX《 千博士驱魔研究所：雪景的秘密 》 朴圣镇 VFX《蜘蛛网》 许明行 动作指导《幽灵》 音响效果獎 获奖：金锡元《混凝土乌托邦》 崔泰荣《逃出寧靜海》 朴容基《夜枭》 朴周江《英雄》 孔泰原《鬼夢遊》 崔泰元《蜘蛛网》 美术獎 获奖：曹和成、崔铉硕《混凝土乌托邦》 申宥珍《 杀戮罗曼史 》 郑以真《蜘蛛网》 洪朱熹《逃出寧靜海》 李厚景《神鬼海底撈》 金宝穆《幽灵》 服装獎 获奖：尹贞熙《杀戮罗曼史》 尹贞熙、权秀景《神鬼海底撈》 咸贤珠《幽灵》 蔡庆华《1947波士顿》 沈铉燮《英雄》 崔义荣《蜘蛛网》 沈铉燮《夜枭》 其他奖项 大钟关注的视线奖（演员）： 郑成华  《英雄》 大钟关注的视线奖（导演）：朴宰范《红熊传奇》（ ） 大钟关注的视线奖（作品）：《梦幻宫殿》 功劳奖： 張美姬 | 系列节目部门 作品獎 获奖：Disney+《 Moving 》 Netflix 《 假面女郎 》 Netflix《 黑暗荣耀 》 Disney+ 《 賭命為王 》 导演獎 获奖： 姜允成  《賭命為王》 李宗弼  《 朴河京旅行记 》 金容勋《假面女郎》 安吉镐 《黑暗荣耀》 朴仁济、朴允书《Moving》 男演员獎 获奖： 崔岷植 《賭命為王》 柳承龍 《Moving》 丁海寅 《 D.P：逃兵追緝令2 》 陳善圭 《身价》（ ） 李聖旻 《 舊案尋兇 》 安宰弘 《假面女郎》 女演员獎 获奖： 韓孝周 《Moving》 宋慧喬 《黑暗荣耀》 李奈映 《朴河京旅行记》 高賢廷 《假面女郎》 全鐘瑞 《身价》 廉惠蘭 《假面女郎》 |